# Avocourt
Avocourt is een gemeente in het Franse departement Meuse (regio Grand Est) en telt 124 inwoners (2005). De plaats maakt deel uit van het arrondissement Verdun.
De plaats maakt deel uit van het kanton Clermont-en-Argonne in het arrondissement Verdun. Voor maart 2015 was het deel van het kanton Varennes-en-Argonne, dat op toen werd opgeheven.

## Geografie
De oppervlakte van Avocourt bedraagt 14,3 km², de bevolkingsdichtheid is 8,7 inwoners per km².
De onderstaande kaart toont de ligging van Avocourt met de belangrijkste infrastructuur en aangrenzende gemeenten.

## Demografie
Onderstaande figuur toont het verloop van het inwonertal (bron: INSEE-tellingen).